# Будинок Стенбока
 Будинок Стенбока (ест. Stenbocki maja) — будівля Уряду і Держканцелярії Естонської Республіки.
Цей представницький будинок з балконом з шістьма доричними колонами і строго класицистичного вигляду, розташований з північного боку пагорба Тоомпеа в Таллінн, архітектор Йоганн Каспар Мор спроектував для судових установ Естляндської губернії. Однак після зведення будівлі в 1792 році вона стала міською резиденцією графа Якоба Понтуса Стенбока.
Починаючи з 2005 року в Будинку Стенбока щороку проходять дні відкритих дверей.

## Ресурси Інтернету
Сайт уряду Естонської Республіки [Архівовано 16 червня 2008 у Wayback Machine.]